# DreamFactory
DreamFactory Ltd. (株式会社ドリームファクトリー Kabushiki-gaisha DorīmuFakutorī) es una compañía desarrolladora de videojuegos japonesa fundada en 1995 y establecida en Tokio. La compañía es conocida por su serie de juegos de lucha: Tobal y por el título de lanzamiento de PlayStation 2 The Bouncer, ambos desarrollados bajo Square Co. El presidente de la compañía, Seiichi Ishii, es un veterano de la industria que trabajó como diseñador y director de dos legendarias series de videojuegos de lucha: Virtua Fighter (distribuido Sega) y Tekken (distribuido por Namco).

## Productos[2]

### Videojuegos

#### Arcade
- Ehrgeiz: God Bless the Ring (1998)
- Pride GP 2003 (2003)
- Kenju (2005)[3][4][5]

#### PlayStation
- Tobal No. 1 (1996)
- Tobal 2 (1997)
- Ehrgeiz: God Bless the Ring (1998)

#### PlayStation 2
- The Bouncer (2000)
- PrideGP Grand Prix 2003 (2003)
- Crimson Tears (2004)
- Bleach: Erabareshi Tamashii (2005)
- Yoshitsuneki (2005)
- Appleseed EX (2007)
- Fighting Beauty Wulong (2007)
- Tough: Dark Fight (2007)
- Ikkitousen Shining Dragon (2007)

#### Xbox
- Ultimate Fighting Championship: Tapout (2002)
- Kakuto Chojin: Back Alley Brutal (2003) (as DreamPublishing)
- UFC: Tapout 2 (2003)

#### Nintendo DS
- Naruto Shippuuden: Gekitou Ninja Taisen EX (2007)

#### Wii
- MAJOR Wii Perfect Closer (2008)
- Toshinden (2009)[6][7]

### Animación
- Zoids: New Century (2001)
- Appleseed (2004)

### Otros
- LiveAnimation (2010-)